# Plecia xenia
Plecia xenia är en tvåvingeart som beskrevs av Hardy 1942. Plecia xenia ingår i släktet Plecia och familjen hårmyggor.
Artens utbredningsområde är Costa Rica. Inga underarter finns listade i Catalogue of Life.